# O Anjo Branco
O Anjo Branco é o título do oitavo romance do jornalista e escritor português José Rodrigues dos Santos, lançado a 23 de Outubro de 2010 pela Gradiva. O livro é uma homenagem do autor ao seu pai que viveu muitos anos em Moçambique.

## Enredo
A vida de José Branco mudou no dia em que entrou naquela aldeia perdida no coração de África e se deparou com o terrível segredo. O médico tinha ido viver na década de 1960 para Moçambique, onde, confrontado com inúmeros problemas sanitários, teve uma ideia revolucionária: criar o Serviço Médico Aéreo. 
No seu pequeno avião, José cruza diariamente um vasto território para levar ajuda aos recantos mais longínquos da província. O seu trabalho depressa atrai as atenções e o médico que chega do céu vestido de branco transforma-se numa lenda no mato.
Mas a guerra colonial rebenta e um dia, no decurso de mais uma missão sanitária, José cruza-se com aquele que se vai tornar o mais aterrador segredo de Portugal no Ultramar.
Inspirado em factos reais e desfilando uma galeria de personagens digna de uma grande produção, "O Anjo Branco" afirma-se como o mais pujante romance jamais publicado sobre a Guerra Colonial – e, acima de tudo, sobre os últimos anos da presença portuguesa em África.